# Púpido-Vélidas
Las Púpido-Vélidas son una lluvia de meteoros menor que ocurre cada año entre el 15 y el 28 de abril, alcanzando su máximo alrededor del 23 de abril. El radiante se encuentra en la constelación austral de Popa (en latín Puppis), de donde la lluvia toma su nombre. 

## Historia
Esta lluvia fue detectada e identificada como una corriente meteórica independiente a mediados del siglo XX. Es una lluvia observable principalmente desde el hemisferio sur y suele coincidir con la época posterior al máximo de las Líridas. 

## Características
- Periodo de actividad: del 15 al 28 de abril
- Máximo: alrededor del 23 de abril
- THZ (Tasa Horaria Cenital): entre 5 y 10 meteoros/hora
- Velocidad: 18 km/s (meteoros lentos)
- Radiante: ubicado en la constelación de Puppis, cerca de la frontera con Vela

## Origen
El cuerpo progenitor de esta lluvia es el cometa 26P/Grigg–Skjellerup, descubierto en 1902. La Tierra atraviesa la corriente de partículas dejadas por este cometa en su órbita, lo que provoca la actividad meteórica observada en abril.

## Observación
Las Púpidas son visibles casi exclusivamente desde el hemisferio sur y regiones cercanas al ecuador. La mejor hora para su observación es durante la madrugada, cuando el radiante está más alto en el cielo. Sus meteoros son lentos y, en ocasiones, presentan trayectorias brillantes o persistentes.